# 卡斯特尔弗兰奇
卡斯特尔弗兰奇（義大利語：Castelfranci）是意大利阿韦利诺省的一个市镇。总面积11.83平方公里，人口2162人，人口密度182.8人/平方公里（2009年）。ISTAT代码为064023。